# Varbergs Boll- och Idrottssällskap
Il Varbergs Boll- och Idrottssällskap, meglio noto come Varbergs BoIS o semplicemente Varberg, è una società calcistica di Varberg, in Svezia. Milita in Superettan, la seconda divisione del campionato svedese, a seguito della retrocessione occorsa al termine dell'Allsvenskan 2023.

## Storia
Il club venne creato il 25 marzo 1925 presso la Folkets Hus di Varberg da un gruppo di persone. Alcune di queste, provenienti dal quartiere Haga, in precedenza avevano fatto parte dell'Haga Bollklubb.
Sin dalla sua fondazione fino al 2019, la sezione calcistica disputò prevalentemente campionati di medio o medio-alto livello nella piramide calcistica nazionale, non riuscendo mai a raggiungere la massima serie. All'anno 2019, erano infatti 20 le edizioni in cui il Varberg aveva partecipato al secondo campionato nazionale. All'epoca, la squadra era reduce da una Superettan 2018 conclusa al terzultimo posto con 29 punti conquistati: questo piazzamento permise al club di giocarsi lo spareggio salvezza contro l'Oskarshamns AIK, superato grazie alla regola delle reti segnate in trasferta (perso 4-2 la gara di andata ad Oskarshamn, vinto 2-0 in casa al ritorno).
Il campionato di Superettan 2019 si chiuse invece con un secondo posto in classifica che coincise quindi con la prima, storica promozione del Varberg nella successiva Allsvenskan.
Alla sua prima annata in assoluto nella massima serie, la squadra del tecnico Joakim Persson riuscì a salvarsi con due turni di anticipo, centrando un undicesimo posto finale. L'anno seguente venne ulteriormente migliorato questo piazzamento, avendo chiuso al decimo posto in classifica. Nell'Allsvenskan 2022, visto il quattordicesimo e quindi terzultimo posto finale, per raggiungere la salvezza fu necessario superare il doppio spareggio contro la terza classificata del campionato di Superettan, ovvero l'Öster. La stagione 2023 si rivelò invece alquanto negativa: Persson lasciò la panchina durante la sosta estiva con la squadra ultima in classifica con cinque punti dopo dodici giornate, tuttavia anche nel resto del torneo i neroverdi continuarono ad occupare l'ultimo posto, tanto da retrocedere in Superettan con quattro giornate d'anticipo.

## Organico

### Rosa 2022
Aggiornata al 15 aprile 2022.
| N. |                      | Ruolo | Calciatore          |
| -- | -------------------- | ----- | ------------------- |
| 1  | Svezia (bandiera)    | P     | Philip Mårtensson   |
| 2  | Svezia (bandiera)    | D     | Jon Birkfeldt       |
| 3  | Svezia (bandiera)    | D     | Hampus Zackrisson   |
| 4  | Svezia (bandiera)    | D     | Oliver Stanisic     |
| 5  | Islanda (bandiera)   | D     | Oskar Sverrisson    |
| 6  | Svezia (bandiera)    | C     | Albin Winbo         |
| 7  | Svezia (bandiera)    | D     | Robin Tranberg      |
| 8  | Sudafrica (bandiera) | C     | Luke Le Roux        |
| 9  | Svezia (bandiera)    | A     | Rasmus Cronvall     |
| 10 | Sudafrica (bandiera) | C     | Tashreeq Matthews   |
| 11 | Brasile (bandiera)   | C     | Eliton Júnior       |
| 12 | Svezia (bandiera)    | A     | Simon Adjei         |
| 14 | Svezia (bandiera)    | C     | Oliver Alfonsi      |
| 15 | Ghana (bandiera)     | D     | Gideon Mensah       |
| 16 | Svezia (bandiera)    | A     | Alexander Johansson |
| 17 | Kosovo (bandiera)    | C     | Ismet Lushaku       |

| N. |                        | Ruolo | Calciatore        |
| -- | ---------------------- | ----- | ----------------- |
| 18 | Svezia (bandiera)      | C     | Joakim Lindner    |
| 19 | Iraq (bandiera)        | C     | Montader Madjed   |
| 20 | Svezia (bandiera)      | A     | Ali Bdeir         |
| 21 | Svezia (bandiera)      | C     | Victor Karlsson   |
| 22 | Svezia (bandiera)      | C     | André Boman       |
| 23 | Svezia (bandiera)      | D     | Anton Liljenbäck  |
| 24 | Svezia (bandiera)      | C     | David Bendrik     |
| 25 | Svezia (bandiera)      | C     | Gustav Bendrik    |
| 26 | Svezia (bandiera)      | D     | Noah Johansson    |
| 28 | Svezia (bandiera)      | A     | Flamur Dzelili    |
| 29 | Svezia (bandiera)      | P     | Fredrik Andersson |
| 31 | Svezia (bandiera)      | P     | Viktor Dryselius  |
| 32 | Paesi Bassi (bandiera) | A     | Des Kunst         |
| 33 | Svezia (bandiera)      | A     | Jaheem Burke      |
| 99 | Svezia (bandiera)      | A     | Robin Simović     |
|    | Svezia (bandiera)      | C     | Joel Sundström    |

## Palmarès

### Competizioni nazionali
- Division 1: 1

2011
- Division 2: 1

2010

### Altri piazzamenti
- Superettan:

Secondo posto: 2019